# Паталаха Володимир Іванович
Володимир Іванович Паталаха (25 липня 1918 року — 14 жовтня 2005 року) — живописець, майстер пленерного романтичного пейзажу.

## Біографія
Володимир Іванович Паталаха народився 1918 року у Феодосії. У 1954 році закінчив Сімферопольське художнє училище. У 1958 році художник подорожує по Криму, створює свої перші роботи: «Море у Судака», «Утро в Голубой бухте», «Лаванда цветёт», «Вид у села Лучистое». 
У 1959 і 1960 роках Володимир Іванович здійснює поїздки на Волгу. Пише пейзажі: «Волжский берег», «Баржи на Волге», «Весна на Суре» і багато інших. У волзьких пейзажах художник зобразив весняну повінь, російські села, сільські храми.
Працював у техніці «а-ля пріма», що вимагає від художника великої майстерності. Всі пейзажі Володимир Паталаха писав на пленері. У 1962 році проводилася оцінка якості його живопису. В експертизі брали участь Народний художник СРСР, дійсний член Академії мистецтв Порфирій Крилов, Член-кореспондент Академії мистецтв СРСР, професор Борис Яковлєв, і заслужений діяч мистецтв РРФСР Микола Осенев. Було видано лист-висновок, в якому говорилося: «... познайомившись з роботами Володимира Івановича, ми переконалися, що багато з них свідчать про його безсумнівний талант і професійну якість. Його невеликі пейзажі пройняті глибоким почуттям, серйозним і вдумливим ставленням до зображення рідної природи. Художник добре відчуває колір і володіє розвиненим смаком». Частину робіт відразу придбала Центральна закупівельна комісія при Худфонді СРСР. Що було далі з ними - невідомо. Висока оцінка академіками його творчості нічого не змінила в його долі. 
У 1962 році майстер був змушений покинути батьківщину, не знайшовши підтримки і розуміння побратимів по пензлю з союзу художників Криму. Разом з сім'єю він переїжджає до Киргизії, в місто Ош. Тут він створює цикл робіт, присвячених киргизьким озерам, передгір'ям Тянь-Шаню. До кінця днів він залишався вільним художником. У спілку художників не вступав, вважаючи, що подібні союзи згубно впливають на долю творця. Художник часто жалів, що пізно народився. «Народився б я 100 років тому, примкнув би до себе передвижників, - говорив він, - не в свій час я живу». Дар живописця Володимир Іванович отримав по творчій генетичній лінії батька, Паталаха Івана Леонідовича, який художником не став. Але двоюрідний брат батька, Іван Кавалерідзе, відомий як талановитий скульптор і видатний кінорежисер. Бачився з ним художник тільки в ранньому дитинстві.

## Роботи художника знаходяться
- 1 — У приватних колекціях Росії, України, Киргизії, Німеччини, США;
- 2 — У Національній картинній галереї імені І. К. Айвазовського у Феодосії;
- 3 — У Сімферопольському художньому музеї;
- 4 — У Алупкінському державному палацово-парковому музеї-заповіднику;
- 5 — У Державному культурному центрі-музеї В. С. Висоцького; м. Москва;
- 6 — У Керченській картинній галереї;
- 7 — У Київському національному музеї російського мистецтва;
- 8 — У Харківському художньому музеї;
- 9 — У Музеї І. П. Кавалерідзе; м. Київ.

## Виставки
- 1 — Керч, 1997 рік. «Цветы Крыма».
- 2 — Сімферополь, 1998 рік. Художній музей, персональна виставка до 80-річчя художника.
- 3 — Керч, 2008 рік. «Мемориальная выставка к 90-летию со дня рождения живописца».
- 4 — Феодосія, 2010 рік. Меморіальна ознайомча виставка в галереї ім. І. К. Айвазовського (на батьківщині художника).